# King of Rock
King of Rock – drugi album amerykańskiej hip-hop grupy Run-D.M.C.

## Lista utworów
1. „Rock The House” – 2:42
2. „King of Rock” – 5:14
3. „You Talk Too Much” – 5:59
4. „Jam-Master Jammin'” – 4:20
5. „Roots, Rap, Reggae” – 3:12
6. „Can You Rock It Like This” – 4:30
7. „You’re Blind” – 5:31
8. „It’s Not Funny” – 5:35
9. „Darryl and Joe (Krush-Groove 3)” – 6:39

### Deluxe edition bonus tracks
1. „Slow and Low” (Demo) – 4:27
2. „Together Forever (Krush-Groove 4)” (Live) – 3:35
3. „Jam-Master Jammin'” (Remix) – 6:45
4. „King of Rock” (Live, from Live Aid) – 7:26